# 297세대
297세대는 20대, 90년대 학번, 1970년대생을 지칭하는 신조어이다. 297세대인 A군의 경우 마지막 학력고사 세대(1994년부터 수능시험 실시)로 대학입시에 실패한 경우 개편된 교과서와 새로 도입된 수능시험을 통해 대학에 들어가야 했으며, 또 이전까지는 신체검사 3·4급이면 방위 판정을 받았으나 A군 때만은 현역 입영 대상으로 입대해야 했다. 제대후에는 IMF로 취업길이 막막해지는 등 제도가 바뀔 때마다 적용 대상이 돼 불이익을 받는 세대라는 뜻으로 쓰인다.